# Нго, Вероника
Нго Тхань Ван (вьет. Ngô Thanh Vân; в англоязычном мире известна как Вероника Нго (англ. Veronica Ngo) или по инициалам как НТВ (англ. NTV); род. 26 февраля 1979, Чавинь) — вьетнамская модель, певица, актриса кино и телевидения. Менее известна как танцовщица и владелица агентства по поиску талантов.

## Биография
Нго Тхань Ван родилась 26 февраля в городе Чавинь (провинция Чавинь, Вьетнам). Есть три старшие сестры. В 1989 году переехала с родителями в Норвегию, но в 1999 году вернулась на родину. Она сразу же стала участницей конкурса красоты, организованного журналом Woman's World, где заняла второе место. На волне этого успеха Нго стала моделью, снималась для журналов и календарей, рекламировала модную одежду. С 2002 года стала сниматься на телевидении, с 2006 года — в кинофильмах. С 2002 по 2008 год записала несколько песен, занимавших 8–10-е места в национальных хит-парадах. Продюсером певицы выступил Куок Бао. В 2010 году участвовала в первом сезоне музыкального реалити-шоу Танцы со звёздами.
В 2009 году Нго открыла агентство по поиску талантов под названием VAA.
В 2017 году Вероника Нго получила мировую известность, сыграв небольшую, но очень впечатляющую роль в культовом фильме «Звёздные войны: Последние джедаи» — пилота и старшей сестры Роуз Тико.

## Дискография
- 2002 — Vuon Tinh Nhan (Сад любовников) — в дуэте с певцом Туан Хынгом[вьет.]
- 2003, 26 февраля — The Gioi Tro Choi (Мир развлечений) Первая сольная песня Нго. Премьера сингла состоялась в 24-й день рождения певицы. На песню были сняты два видеоклипа, которые считаются первыми вьетнамскими видеоклипами с профессиональными спецэффектами, и занимают место в десятке самых дорогих видеоклипов Вьетнама.
- 2004, 15 марта — Bi An Vang Trang (Тайна Луны)
- 2005 — Con Duong Em Di (Мой путь)
- 2008, 10 января — Studio 68 (Heaven: The Virus Remix)
- 2008 — Nuoc Mat Thien Than (Слёзы ангела)

## Избранная фильмография
Актриса
- 2007 — Мятежник / Dòng máu anh hùng — Во Тхань Тхюи
- 2009 — Однажды на Востоке[англ.] / Bẫy rồng — Чинь
- 2012 — Дом в переулке[вьет.] / Ngôi nhà trong hẻm — Тхао
- 2013 — Огонь Будды / Lửa Phật — Ань
- 2016 — Там и Кам: Нерассказанная история[вьет.] / Tấm Cám: Chuyện chưa kể — Ди Гхе
- 2016 — Крадущийся тигр, затаившийся дракон: Меч судьбы / 臥虎藏龍：青冥寶劍 — Богомол
- 2017 — Портной[англ.] / Cô Ba Sài Gòn — Тхань Маи
- 2017 — Звёздные войны: Последние джедаи / Star Wars: The Last Jedi — Пейдж Тико, пилот, старшая сестра Роуз Тико[2][3]
- 2017 — Яркость / Bright — Тьен[4]
- 2017 — Клинок и душа / Blade & Soul — наёмный убийца (видеоигра, озвучивание)
- 2018 — Возвращение домой на Тет[вьет.]
- 2018 — Шонгланг[вьет.] / Song lang
- 2019 — Фурия / Hai Phượng — Фурия
- 2020 — Пятеро одной крови / Da 5 Bloods — Ханой Ханна
- 2020 — Бессмертная гвардия / The Old Guard — Quynh
- 2023 — Создатель / The Creator — Ками

Продюсер
- 2009 — Однажды на Востоке[англ.] / Bẫy rồng
- 2016 — Там и Кам: Нерассказанная история[вьет.] / Tấm Cám: Chuyện chưa kể — сопродюсер
- 2017 — Портной[англ.] / Cô Ba Sài Gòn — исполнительный

Режиссёр
- 2015 — Потерянный дракон
- 2016 — Там и Кам: Нерассказанная история[вьет.] / Tấm Cám: Chuyện chưa kể